# Carnets d'Orient
Carnets d'Orient est une série de bande dessinée du Français pied-noir Jacques Ferrandez dont les dix volumes ont été publiés de 1986 à 2009 par Casterman.
Consacré à l'histoire de l'Algérie française de la conquête en 1836 à la guerre d'indépendance en 1962, cette série a reçu plusieurs prix.

## Synopsis
L'œuvre retrace la présence française en Algérie entre 1836 et 1962, à travers les portraits de plusieurs protagonistes dans leurs actes quotidiens. La vie du peintre orientaliste fictif Joseph Constant forme l'une des trames de la narration dans cette série où se côtoient bande dessinée, aquarelles et esquisses.
Ferrandez s'inspire de plusieurs sources : le peintre Eugène Delacroix, des documents, journaux et pamphlets d'époque.

## Publication

### Périodiques
Le premier récit est publié dans Corto Maltese en 1986, simplement intitulé Carnets d'orient ; devenue une série, la saga figure dans les pages du magazine (À suivre) entre 1991 et 1995,. Dans la publication en albums, le volume 1 change de titre et devient Djemilah.
1. Carnets d'Orient, dans Corto Maltese no 8-9, 1986.
2. L'Année de feu, dans Corto Maltese no 19, 1989.
3. Les fils du sud, dans (À suivre) no 161-164, 1991.
4. Le Centenaire, dans (À suivre) no 187-189, 1993.
5. Le Cimetière des princesses, dans (À suivre) no 201-204, 1994-1995.

En parallèle de l'œuvre, l'artiste réalise pour Casterman plusieurs ouvrages illustrés.

### Albums
Carnets d'Orient, Casterman 
1. Carnets d'Orient / Djemilah, 1987.  (ISBN 2-203-33813-X)
2. L'Année de feu, 1989.  (ISBN 2-203-33826-1)
3. Les Fils du Sud, 1992.  (ISBN 2-203-33847-4)
4. Le Centenaire, 1994.  (ISBN 2-203-38860-9) Prix du jury œcuménique de la bande dessinée 1995.
5. Le Cimetière des princesses, 1995.  (ISBN 2-203-38873-0)
6. La Guerre fantôme, 2002.  (ISBN 2-203-39002-6) prix Maurice-Petitdidier 2003, Prix France Info de la Bande dessinée d’actualité et de reportage 2003
7. Rue de la Bombe, 2004.  (ISBN 2-203-36507-2)
8. La Fille du Djebel Amour, 2005.  (ISBN 2-203-36508-0)
9. Dernière Demeure, 2007.  (ISBN 978-2-203-00368-2)
10. Terre fatale, 2009[6].  (ISBN 978-2-203-01533-3)
11. Suites algériennes - 1962-2019 - Première partie, 2021  (ISBN 978-2-20-320-2962)
12. Suites algériennes - 1962-2019 - Seconde partie, 2023  (ISBN 978-2-20-322-3561)

Intégrales
1. Intégrale premier cycle, 2008  (ISBN 978-2-203-01454-1)
2. Intégrale second cycle, 2011  (ISBN 978-2-203-04099-1)

## Analyse
En 1986, les bandes dessinées abordant le sujet de la guerre d'Algérie sont rares : le premier récit long est publié en 1982 (Une éducation algérienne de Guy Vidal et Alain Bignon). Ce sujet n'est guère abordé dans l'art, d'autant que l'État français attend 1999 pour reconnaître officiellement que les « opérations de maintien de l'ordre » étaient une guerre d'indépendance. Ferrandez choisit de ne prendre parti ni pour un camp ni pour l'autre. Il s'attache à transmettre le point de vue de ses différents personnages : « ceux des indigènes et des colons, des militaires et des fermiers, des Arabes, des chrétiens ou des juifs ».
Carnets d'Orient est « bâtie sur une recherche historique, iconographique et documentaire très fouillée ».

## Prix et récompenses
- 1995 : prix du jury œcuménique de la bande dessinée pour Le Centenaire (France) ;
- 2003 : 
  - Prix France Info de la Bande dessinée d’actualité et de reportage pour La Guerre fantôme[12] (France) ;
  - prix Maurice-Petitdidier du meilleur album francophone étranger pour La Guerre fantôme (Québec) ;
- 2012 : Prix spécial du jury de la revue Historia pour l'ensemble de la série[13] (France).